# 鼓擊樂團
鼓擊樂團（英語：The Strokes），美國另類搖滾樂團，創立於1998年的纽约。樂團目前的陣容為主唱以及主要作曲家Julian Casablancas，吉他手Nick Valensi與 Albert Hammond Jr，鼓手Fabrizio Moretti，贝斯手Nikolai Fraiture。五人同時也是創始成員，成員至創始至今從未變動過。
於2001年初發表了首張迷你專輯《The Modern Age》，隨即引起了各家主流唱片公司的注目，最終樂團與RCA唱片簽約。並於同年夏天發行了首張專輯《Is This It》，獲得了廣泛性的壓倒性好評與銷售佳績，之後發行了Room on Fire (2003)與First Impressions of Earth (2006)，儘管兩張專輯皆獲得正面評價，但是在銷售成績與樂評方面卻無法媲美首張專輯。
經過5年的沉寂，於2011年發表（Angles）及2013年的（Comedown Machine），即使普遍受到正面評價但是銷售量還是有所減少，樂團與RCA唱片公司的合約也在同時期結束，之後於2016年透過主唱Casablancas的唱片公司 Cult獨立發行了 ( Future Present Past ) 迷你專輯，樂團這十年之間相對的不活躍，很少進行現場演出。
2020年發表了睽違7年以來的全新專輯（The New Abnormal），由知名製作人瑞克·魯賓製作，並透過Cult與RCA唱片公司發行，此專輯獲得了極度正面的評價，並被許多樂評認為是強勢的回歸，並與隨後獲得了第63屆葛萊美獎最佳搖滾專輯。
从他们2001年的首張專輯《仅此而已？》（Is This It）开始，他们就被评论家们赞誉为「摇滚乐的救世主」，可以说鼓擊樂團是当代美国最出色的独立摇滚樂團之一。

不过与绝大多数美国摇滚樂團不同的是，他们的音乐更多的带有英伦摇滚的特点。

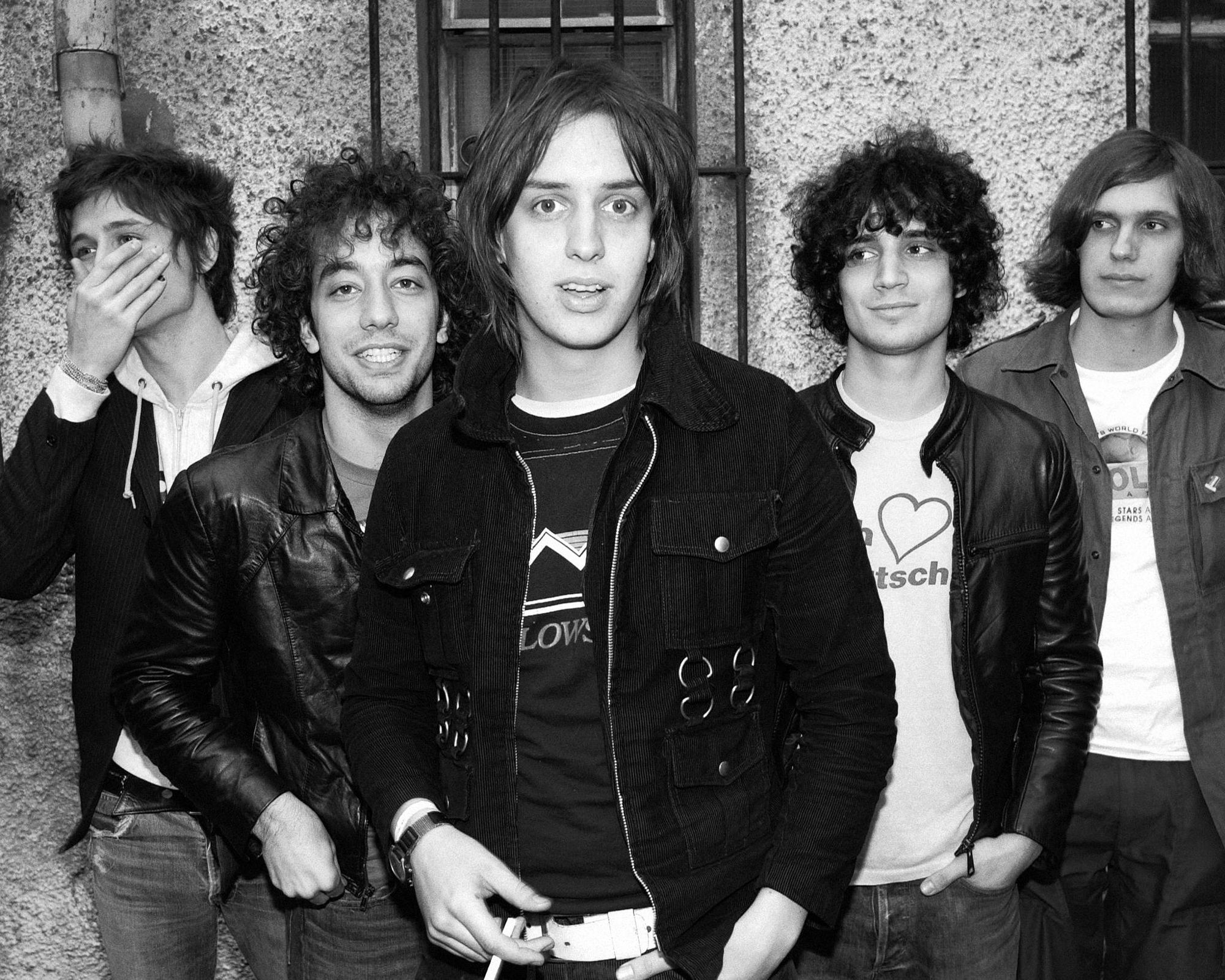
2002 年 The strokes - 從左至右：Nick Valensi、Albert Hammond Jr.、Julian Casablancas、Fabrizio Moretti、Nikolai Fraiture

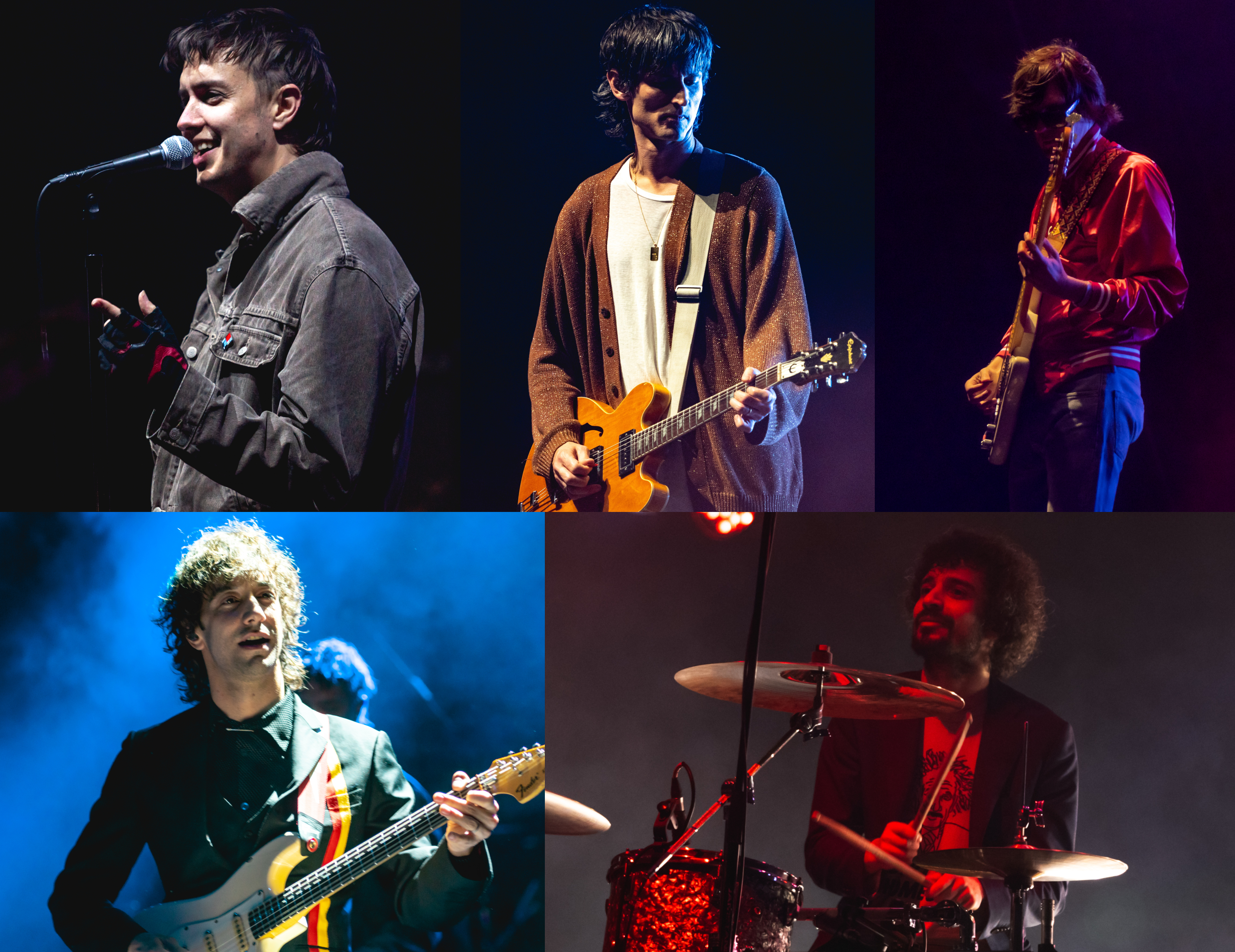
2019–2020 年 The strokes -左上：Julian Casablancas、中間：Nick Valensi、右上：Nikolai Fraiture、左下：Albert Hammond Jr.、右下：Fabrizio Moretti

## 作品

### 專輯
- 《仅此而已？》（Is This It）

- 發行日期：

- 2001年8月27日（英國）
- 2001年10月9日（美國）

- 排行榜位置：

- 美國：第33名
- 英國：第2名

- 《烈焰阁间》（Room on Fire）

- 發行日期：2003年10月28日
- 排行榜位置：

- 美國：第4名
- 英國：第2名

- 《地球之初印象》（First Impressions of Earth）

- 發行日期：

- 2006年1月3日
- 2006年1月24日（台灣）

- 排行榜位置：

- 美國：第4名
- 英國：第1名

- 《搖滾觀點》（Angles）

- 發行日期：

- 2011年3月18日
- 2011年3月21日（台灣）

- 排行榜位置：

- 美國：第4名
- 英國：第3名

- 《墮落機器》（Comedown Machine）

- 發行日期：

- 2013 年 3 月 26 日

- 《未來-現在-過去》（Future Present Past ）

- 發行日期：

- 2016 年 6 月 3 日

- 《新異常》（The New Abnormal）

- 發行日期：

- 2020 年 4 月 10 日

## 音樂風格
樂團的音樂風格被媒體描述為獨立搖滾、車庫搖滾和後龐克復興。 樂團也在後來的唱片《Angles》和《The New Abnormal》中融入了新浪潮和合成器流行音樂。
The Strokes 的歌詞常常探討青春期、城市生活、愛情和失落等主題，具有強烈的寫實色彩。他們的音樂風格和歌詞表達方式深受年輕人的喜愛，也對後來的搖滾樂發展產生了重要影響。
樂團的主唱 Julian Casablancas 以其獨特的嗓音和舞台表演風格而聞名。他的歌聲帶有一種沙啞和頹廢的感覺，同時也充滿了力量和激情。 The Strokes 的其他成員也都具備出色的音樂才華，他們在吉他、貝斯和鼓等樂器的演奏上展現了高超的技巧。
Julian 稱 The Doors 樂團是他開始音樂生涯的靈感來源，地下絲絨樂團（Velvet Underground）的 Lou Reed 對他的歌詞和演唱風格產生了重大影響，他表示：「Lou Reed 創作和演唱關於毒品、性和人如此的實事求是。」他亦在《滾石雜誌》採訪中說道：“Reed描繪這些瘋狂場景的方式可能很浪漫，但他也非常真實，這是詩和新聞。”此外，他還表示 Bob Marley、Nirvana和Pearl Jam 對他的作品產生了重大影響，後者（Pearl Jam）是他在聽到歌曲《Yellow Ledbetter》後開始創作音樂的原因。

## 影響
The Strokes 的首張專輯《Is This It》 被 NME 評為年度第一專輯，並被滾石雜誌評為年度第二專輯； 它為 The Strokes 贏得了另類音樂界眾多音樂人的極大尊重。 
在2001年，Oasis 樂隊的 Noel Gallagher 在 The Strokes 表演《New York City Cops》前，他就已經稱 The Strokes 是「當今世界上最重要的樂團。」
LCD Soundsystem 的主唱 James Murphy 表示，「《Is This It》 是十年來的最佳唱片。」這張專輯榮獲 2002 年最佳國際專輯、NME 提名和 ASCAP 學院先鋒獎。The Killers 成員 Brandon Flowers 告訴 NME，他在聽完 The Strokes 的專輯《Is This It》 後感到「沮喪」。“這張唱片聽起來非常完美”，他說。「我們扔掉了（我們正在製作的）所有東西，唯一保留下來的歌曲是《Mr. Brightside》。」
麗茲古德曼（Lizzy Goodman）在她關於紐約音樂界的書中稱，The Strokes「對他們的時代的影響力就像地下絲絨樂團（Velvet Underground）或雷蒙斯（Ramones）對他們那個時代的影響力一樣”，她聲稱，“幾乎我在這本書上採訪過的每一位來自世界各地的音樂人都異口同聲說是The Strokes 為他們打開了音樂大門。」
The Strokes 被Spin評為2002年度最佳樂隊，對The Killers、Arctic Monkeys 等樂隊產生了重大影響。 Arctic Monkeys 的主唱 Alex Turner 在他們 2018 年的歌曲《Star Treatment》中演唱了“I just wanted to be one of The Strokes
。”
Billie Eilish 在接受澳洲 Triple J 廣播電台採訪時將《At The Door》稱為她最喜歡的歌曲之一，並將整張 《The New Abnormal》 專輯描述為她最珍惜的歌曲之一。她還讚揚了它的整體安排，解釋了它如何與她產生了深刻的共鳴：「這是我多年來最喜歡的專輯。」她解釋道：「The Strokes 有一些東西，我不知道那是什麼，老兄。我喜歡《At The Door》，我喜歡它的旋律，我喜歡它的歌詞，我喜歡它的一切。 The Strokes 觸動了我們的神經。」 
其後，在《紐約時報》的「My Ten」系列中，她詳細闡述了樂團如何在2020年第一次封關期間作為她對自己的支持發揮了關鍵作用。「當我首次發現這張專輯，我騎了很多次自行車。」她回憶道：“我會在我的揚聲器背包上播放整張專輯，然後騎著車去隨機的街區轉悠，那裡總是陽光明媚、微風徐徐、美麗而綠色。”她補充說：「Julian Casablancas 是一個天才——每次我聽到他的歌詞時，我都會想，『我永遠不會想到這麼說』。 這就是我喜歡它們的原因——它們如此出人意料，但又讓人產生共鳴。 每首歌都很好聽。」
Tom Hanks 也非常喜歡 The strokes，Hanks 在《賽斯邁耶斯深夜秀》節目中滿面笑容。 他特別高興看到 The Strokes 的鼓手 Fabrizio Moretti 成為邁耶斯電視樂團的一員。

## 音樂見解
在2018年，Julian Casablancas在 Vulture 表示「我想要創造一個不一樣的世界，在這個世界裡，地下絲絨樂團比滾石樂隊還要受歡迎，Ariel Pink 和 Ed Sheeran 一樣有名。」他在這次訪問深度探討了現代流行音樂的局勢，也提到政治與音樂的情況其實很類似——最有能力的人未必最受歡迎。記者反問，Ed Sheeran 的商業成功其實滿合理的，因為他和 Ariel Pink 有不同的野心，一個想成為流行，而另一個不想。Julian 回答：「這聽起來就像是文化洗腦。如果你生長在一個 Ariel Pink 很紅的世界，你就會說『我不覺得 Ed Sheeran 能夠成為主流』。」他繼續說：「我並不是要攻擊 Ed Sheeran 或是哪個流行巨星。Ed Sheeran 感覺是個好相處而且很酷的人，我並不反對他的音樂，他可以繼續賣個一億張唱片，我只是想表達我不了解，為什麼不能有一個世界是 Ed Sheeran 獲得 60% 的關注然後 Ariel Pink 獲得 40%，現在看起來，Ed Sheeran 幾乎獲得了全世界99.5%的關注。」他亦道出:「到目前為止，有創意的樂團已經被推到了邊緣。但我更重要的觀點是，無論是音樂還是政治，現在我們都陷入了誰的宣傳最響亮的泥淖。」
Julian Casablancas 說，他過去曾相信網路可以讓人們接觸到最好的音樂，不管是地下另類或來自世界各地的音樂。他相信網路的發展會帶來好的影響，會平衡主流音樂與好作品的受歡迎程度，而音樂將會前所未有的進化。但相反地，現在的音樂被操作成一種資本主義的利益遊戲，真正的好作品反而被排擠。「One Direction 獲得4億的點閱量，但真正的傑出音樂人獲得的可能只有他們的小數點。」
他繼續說：「他們有一個公式，能夠用音樂創造出最多的收入，但這個公式不包含音樂品質的變數在裡面。我能理解他們想做出一首大眾化的歌在藥局賣場計程車或是夜店播給三歲屁孩聽，這很厲害沒錯，但以藝術層面來說並不是。身為一個音樂人，我很沮喪的是，在音樂的世界裡，似乎獲得了商業上的成功就直接意味著它也有藝術上的成就。」
他以 David Bowie 舉例：「人們覺得當代大眾的多數意見就是真理。現在大家都知道 David Bowie 是誰，但他在70年代還滿地下的。Ariel Pink 應該要是這個年代會被記住的音樂人，人們好像都沒有意識到。而我的任務，其實一直以來都一樣，就是要做一些真正有藝術價值的東西，然後把它變成主流。」

在同一次採訪中，Julian Casablancas 還表示 Jimi Hendrix“沒有熱門歌曲”。他說：「Jimi Hendrix ——人們沒有意識到他花了數年時間才獲得現在的讚譽，你看看當時的排行榜，他排在第 300 位。他沒有任何熱門歌曲。”當採訪者指出 Jimi Hendrix 在生前實際上很受歡迎時，Julian 說他「是透過後視鏡看到的」。Julian 繼續說道：“據我所知，我認為他從未取得任何商業上的成功。”當 Jimi Hendrix 關閉 胡士托音樂節 的消息被澄清時，他只是簡單地回答：“好吧。”
2021年3月，The Strokes 憑《The New Abnormal》拿下最佳搖滾專輯獎，這也是他們生平第一座格萊美獎。在典禮的虛擬記者會上，Julian Casablancas 針對「現代搖滾樂的現狀」(即搖滾以死) 發表了自己的看法，他說：「我好像總是在取笑搖滾樂，所以我覺得我們贏這個獎有點好笑，或是很酷，又或是很適合。我覺得那些愛說某些事物已死的人，他們的想像力也許已經死了。老實說，還有很多種音樂種類可以發揮，不見得要是藍調搖滾。」
Julian 亦道出：「各種音樂流派都可以透過多種方式融合在一起。調本身，歌唱風格或不同的音符彎曲。你可以用鄉村腔調唱一首阿拉伯歌曲，反之亦然，有足夠的空間來容納東西，任何被打死的東西，顯然趨勢決定了這些東西將會滅絕，而你將從這些東西中進化出來。」他補充道：「但這意味著什麼，它會被稱為什麼，誰知道它會被稱為什麼。搖滾樂絕對應該停止[以前]的做法，我們不需要更多這樣的事情。」

## 樂團成員
- Julian Casablancas – 主唱 ( 1998年至今 )
- Nick Valensi – 吉他、和聲( 1998年至今 )；鍵盤( 2005年至今）
- Albert Hammond Jr. – 吉他、和聲( 1998年至今 )；鍵盤（2009年至今）
- Nikolai Fraiture  – 貝斯 ( 1998年至今 )
- Fabrizio Moretti  – 鼓、敲擊樂( 1998年至今 )；鍵盤（2009–2010、2019–至今）

## 政治
在2001年，原本 The strokes 是想準備發行《就是它嗎？》的，但是因為 911事件 的影響，為免引起不必要的麻煩，發行日期被推遲。他們重新設計了專輯封面，由於不想發行一首副歌部分為“紐約市警察……他們不太聰明”的歌曲，因為在世貿雙子塔中許多人為了拯救生命而犧牲，這首歌《New York City Cops》被從美國專輯中刪除，取而代之的是《When It Started》。
所以才會一張專輯有兩個版本存在。國際版的封面是簡潔的黑白攝影以赤裸的女性臀部為主題 ( Julian 稱呼為「屁股圖片」)，黑色皮手套撫出軀體的曲線玲瓏感，不露點、不噴毛。美國版封面是為次原子粒子在氣泡室中的軌跡。
在2020年2月，The Strokes 在 Bernie Sanders 的競選活動上進行了演出，另外主唱 Julian Casablancas 和 Rolling Stone合作的系列訪談《S.O.S. — Earth Is A Mess》當中，他也曾採訪 2021 年紐約市長競選的領跑者 Andrew Yang。
在2021年，為幫助紐約市長候選人 Maya Wiley 籌募政治獻金，5月15日 The Strokes 在雲端視訊會議軟體 Zoom 上舉辦線上不插電演出節目，開場先是表演美國國歌，再接續演唱三首作品，結束後由主唱 Julian Casablancas 和 Maya Wiley 進行對話。Maya Wiley 曾任美國公民自由聯盟（ACLU）和美國全國有色人種協進會（NAACP）法律辯護基金律師，她將於6月22日參加投票，對手包括Andrew Yang、Dianne Morales、Raymond McGuire 等。

2022 年 6 月 17 日，樂團舉辦了一場慈善音樂會，支持芝加哥國會候選人基娜·柯林斯 (Kina Collins)。
2024 年 3 月 8 日，The Strokes 在芝加哥國會候選人基娜·柯林斯 (Kina Collins) 的一場慈善音樂會上表現了一些罕有的現場曲目表演。曲目包括 2003 年《Room on Fire》中的《You Talk Way Too Much》（自 2015 年以來首次現場表演）、自 2019 年以來首次現場表演的《The Way It Is》以及 2016 年的《Drag Queen》自 2017 年以來首次推出 EP「Future Present Past」。

## 相關合作
在2002年的 Radio City Hall 現場，和白線條樂團的 Jack White演奏了《New York City Cops》。
在2003年 The Strokes 曾經和 blur 合作，The Strokes 的製作人 Gordon Raphael 聲稱 Blur 的 Damon Albarn 在花了幾個小時嘗試與 Julian Casablancas 一起和聲後，幾乎最終出現在樂隊的新專輯《Room On Fire》中。但最後Damon說：「我想這些歌曲本來就很完美」，所以沒有使用和聲。
在2011年的英國 Reading Festival，The Strokes 的 Julian Casablancas 和 Pulp 的 Jarvis Cocker 無疑受到了樂團新浪潮的影響，兩人翻唱了《Just What I Need》向汽車合唱團致敬。
The strokes 亦是 Red Hot Chili Peppers 的暖場樂隊和支援樂手。
在2024年4月26日，結他手 Nick Valensi 和前 The Beatles 成員 Ringo Starr 合作，共同製作了 《Gonna Need Someone》。

## 所获奖项及提名
自从2002年的初次亮相以来，鼓擊樂團获得过多项提名，其中包括来自MTV歐洲音樂大獎的Best New Act与Q音樂大獎的Best Live Act（最佳现场表演奖）。同年也获得了包括全英音樂獎的Best International Band（最佳国际乐队）和英国唱片业协会的Band of the Year（年度最佳乐队）、Best New Act等奖项。他们也在2003年被提名为英国唱片业协会的最佳国际乐队，并在2006和2007年获得该奖。总体上讲，他们获得了6个奖项和13个提名。
全英音樂獎
全英音樂獎是英国唱片业协会的年度流行乐奖项。鼓擊樂團赢得过一个奖项。
| 年份 | 獲提名   | 獎項         | 結果 |
| ---- | -------- | ------------ | ---- |
| 2002 | 鼓擊樂團 | 最佳国际新人 | 獲獎 |
| 2002 | 鼓擊樂團 | 最佳国际组合 | 提名 |
| 2002 | 仅此而已 | 最佳国际专辑 | 提名 |

Meteor音樂獎
Meteor音樂獎由MCD Productions颁发，有爱尔兰国际音乐奖之称。鼓擊樂團赢得了一个奖项.
| 年份 | 獲提名   | 獎項         | 結果 |
| ---- | -------- | ------------ | ---- |
| 2002 | 仅此而已 | 最佳国际专辑 | 獲獎 |

Grammy 格莱美奖
| 年份 | 獲提名           | 獎項         | 結果 |
| ---- | ---------------- | ------------ | ---- |
| 2021 | the New Abnormal | 最佳摇滚专辑 | 獲獎 |

MTV歐洲音樂大獎
MTV歐洲音樂大獎是自1994年由MTV歐洲设立的年度奖项。鼓擊樂團得到过两次提名。
| 年份 | 獲提名   | 獎項         | 結果 |
| ---- | -------- | ------------ | ---- |
| 2002 | 鼓擊樂團 | Best New Act | 提名 |
| 2006 | 鼓擊樂團 | 最佳摇滚乐队 | 提名 |

MTV音樂錄影帶大獎
一年一度由由MTV设立的MTV音樂錄影帶大獎自1984年来颁发。鼓擊樂團赢得了一个奖项。
| 年份 | 獲提名    | 獎項       | 結果 |
| ---- | --------- | ---------- | ---- |
| 2002 | Last Nite | MTV2 Award | 提名 |

新音樂快遞大獎
新音樂快遞大獎是由英国音乐杂志新音樂设立的年度奖。鼓擊樂團获得四个奖项七次提名.
| 年份 | 獲提名            | 獎項         | 結果 |
| ---- | ----------------- | ------------ | ---- |
| 2002 | 仅此而已          | 最佳专辑     | 獲獎 |
| 2002 | "Hard to Explain" | 最佳单曲     | 提名 |
| 2002 | 鼓擊樂團          | 年度乐队     | 獲獎 |
| 2002 | 鼓擊樂團          | Best New Act | 獲獎 |
| 2003 | 鼓擊樂團          | 最佳国际乐队 | 提名 |
| 2006 | 鼓擊樂團          | 最佳国际乐队 | 獲獎 |
| 2007 | 鼓擊樂團          | 最佳国际乐队 | 提名 |

Q音樂大獎
Q音樂大獎每年由Q音乐杂志举行。鼓擊樂團得到过一次提名。
| 年份 | 獲提名   | 獎項         | 結果 |
| ---- | -------- | ------------ | ---- |
| 2002 | 鼓擊樂團 | 最佳现场表演 | 提名 |

## 音樂試聽
Last Nite （页面存档备份，存于）
- 來自：《仅此而已？》（Is This It）

Reptilia （页面存档备份，存于）
- 來自：《烈焰之間》（Room on Fire）

You Only Live Once (YOLO) （页面存档备份，存于）
- 來自：《地球之初印象》（First Impressions of Earth）

Life Is Simple in the Moonlight （页面存档备份，存于）
- 來自：《搖滾觀點》（Angles）

Call It Fate, Call It Karma （页面存档备份，存于）
- 來自：《墮落機器》（Comedown Machine）

Threat of Joy （页面存档备份，存于）
- 來自：《未來-現在-過去》（Future Present Past）

Ode to the Mets （页面存档备份，存于）
- 來自：《新異常》（The New Abnormal）

## 外部連結
- 鼓擊樂團官方網站 （页面存档备份，存于）
- 鼓擊樂團社群
- 鼓擊樂團的照片（andrewkendall.com）
- 鼓擊樂團歌词
- 巴西的鼓擊樂團歌迷網站 （页面存档备份，存于）
- Shes Fixing Her Hair 歌迷網站 （页面存档备份，存于）
- TheStrokesFan.com （页面存档备份，存于）
- PopMatters採訪（2006年1月） （页面存档备份，存于）
- 鼓擊樂團巡迴演出資訊 （页面存档备份，存于）
- This Is Fake DIY上的鼓擊樂團資料和文章 （页面存档备份，存于）